# (3049) Кузбасс
(3049) Кузбасс (лат. Kuzbass) — небольшой астероид главного пояса, который был открыт 28 марта 1968 года советским астрономом Тамарой Смирновой в обсерватории Крыма и назван в честь кузнецкого угольного бассейна (Кузбасс).

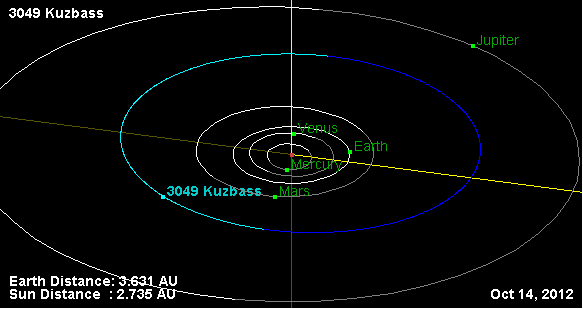
Орбита астероида Кузбасс и его положение в Солнечной системе